# كنيسة ميكايل

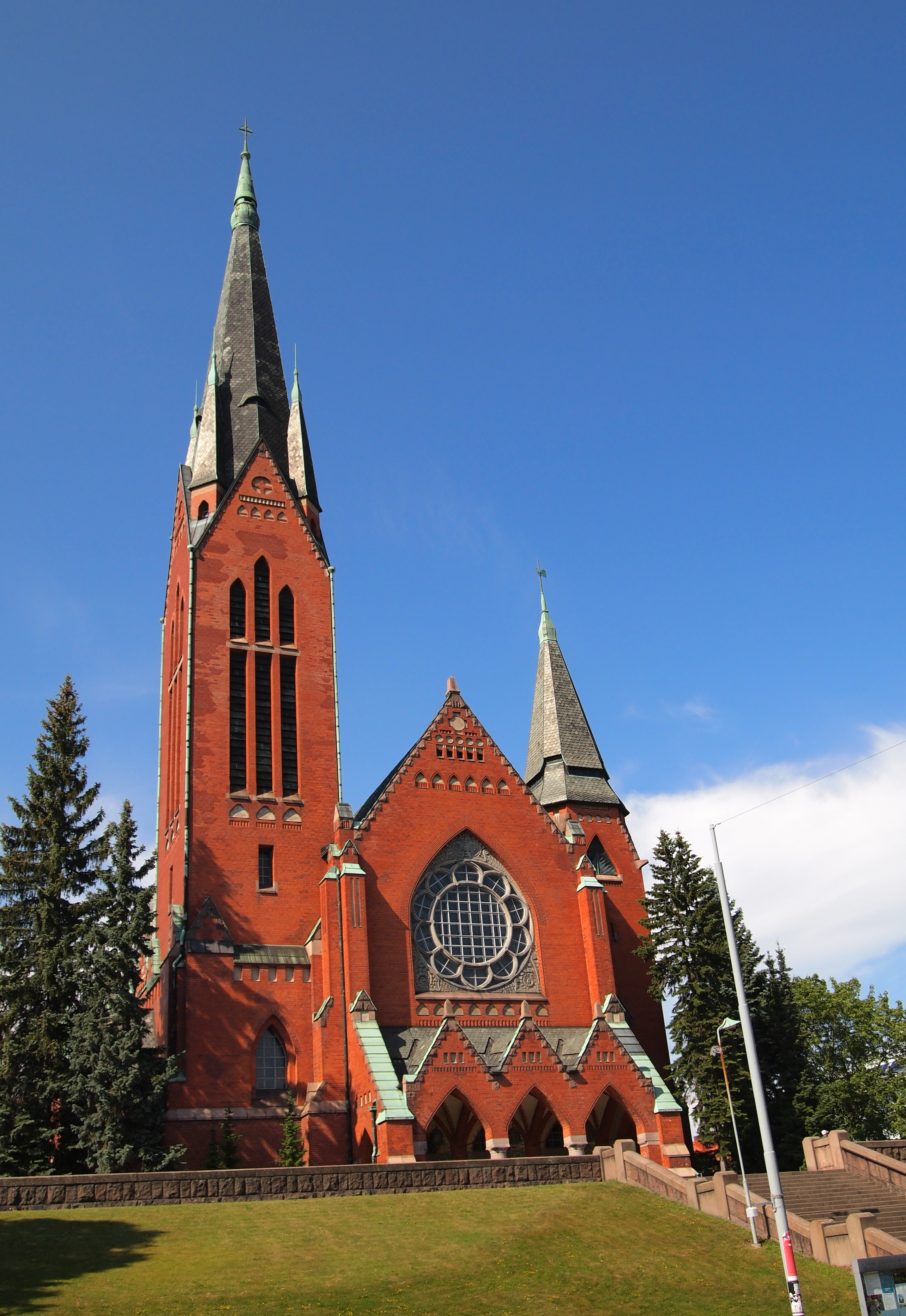
كنيسة القديس ميكايل في توركو، فنلندا.

كنيسة ميكايل (بالفنلندية: Mikaelinkirkko، السويدية: Mikaelskyrkan) كنيسة تقع في وسط مدينة توركو الفنلندية. سـُميت تيمناً برئيس الملائكة ميخائيل وانتهت الأعمال بها في عام 1905. تهيمن على أفق توركو الغربي من مدينة وقد صممها البروفيسور لارس سونك وتعد إحدى أكثر كنائس الزفاف شعبية في توركو بقدرتها على استيعاب 1800 شخص جلوساً. عندما فاز سونك في مسابقة الكنيسة عام 1894، فقط كان طالب هندسة معمارية يبلغ من العمر 23 عاماً فقط. كنيسة ميكايل هي أقدم من رعية ميكايل. يعود تاريخ الرعية فقط إلى عام 1921.

## معرض صور

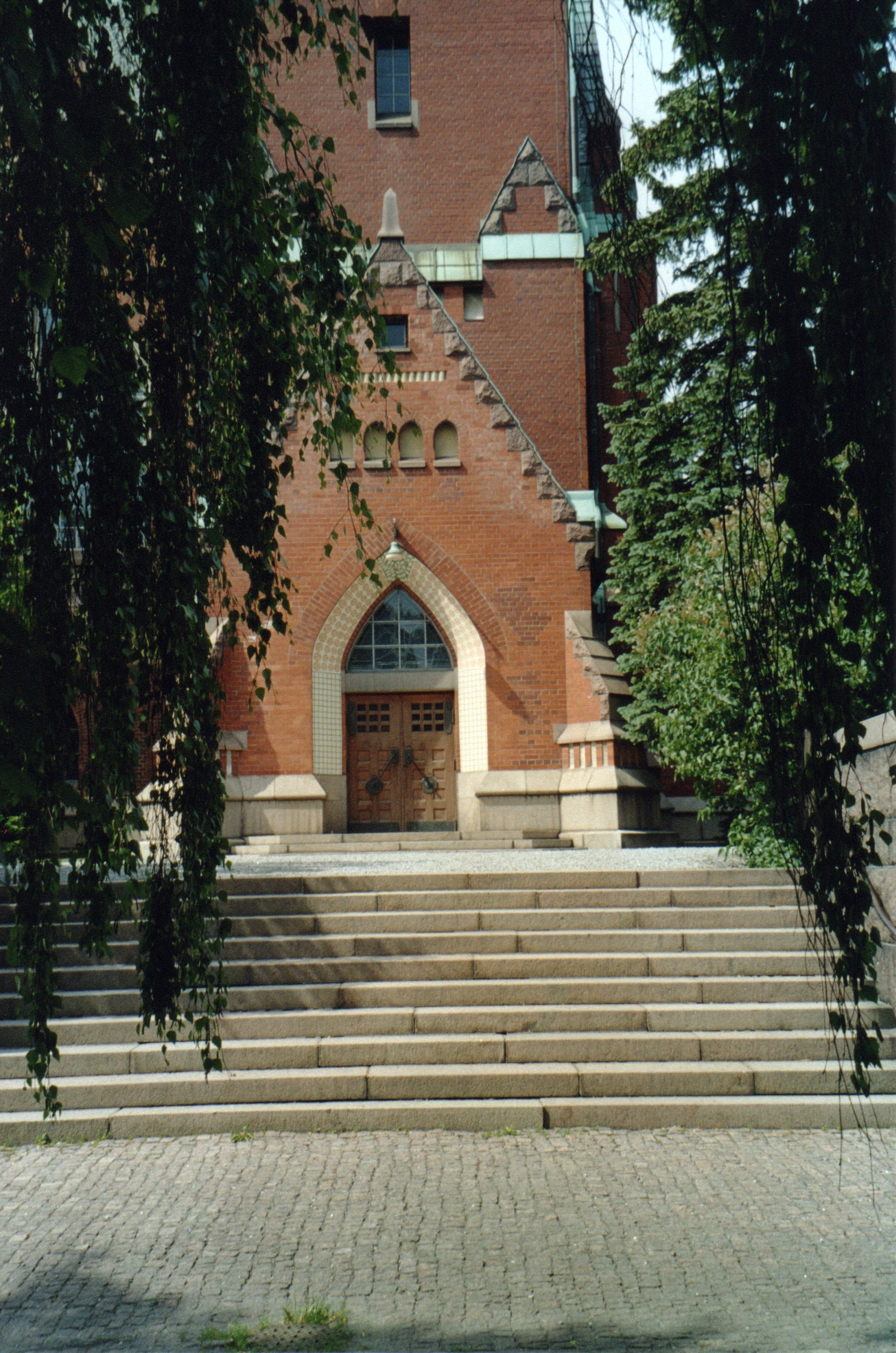
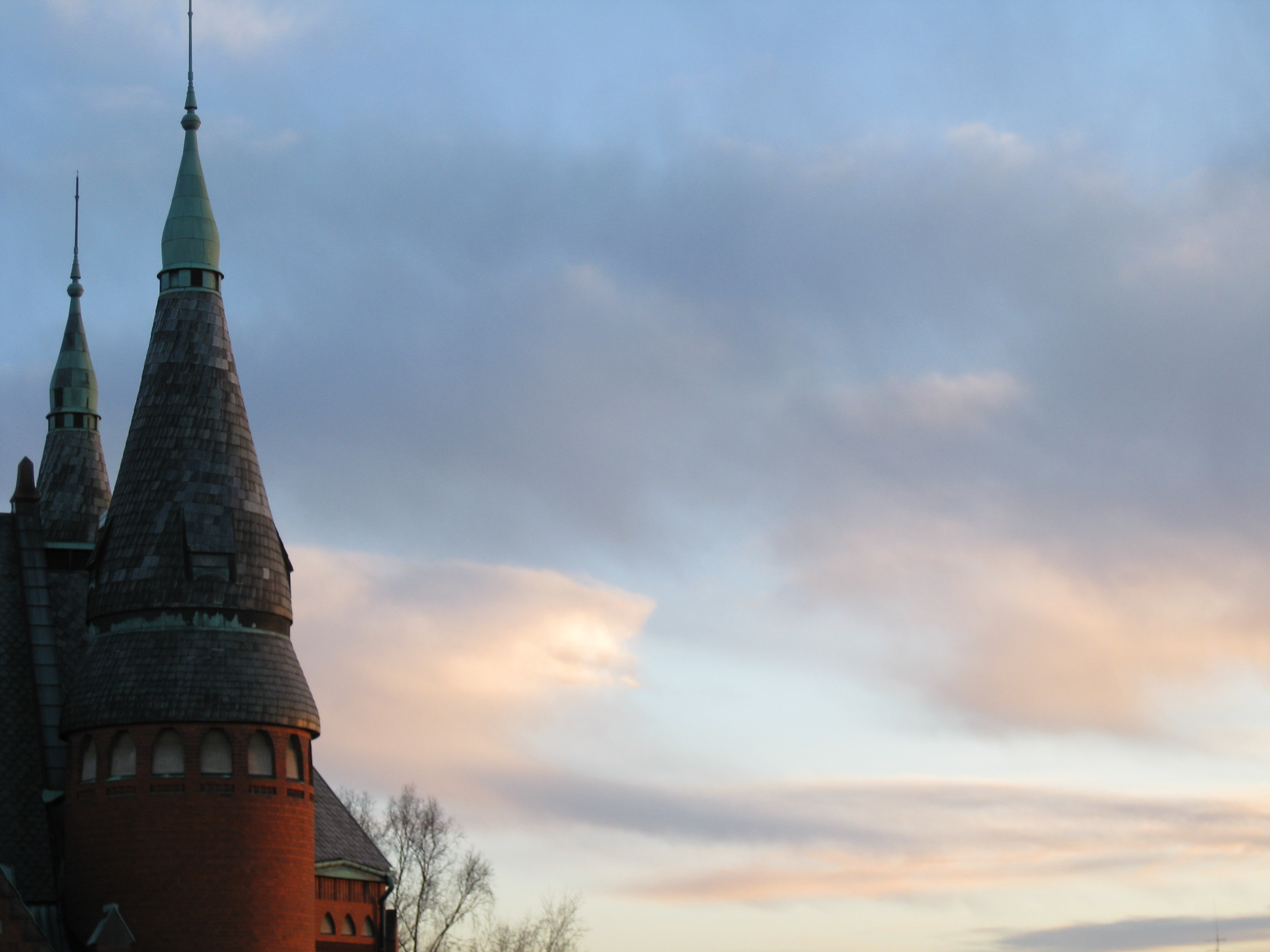
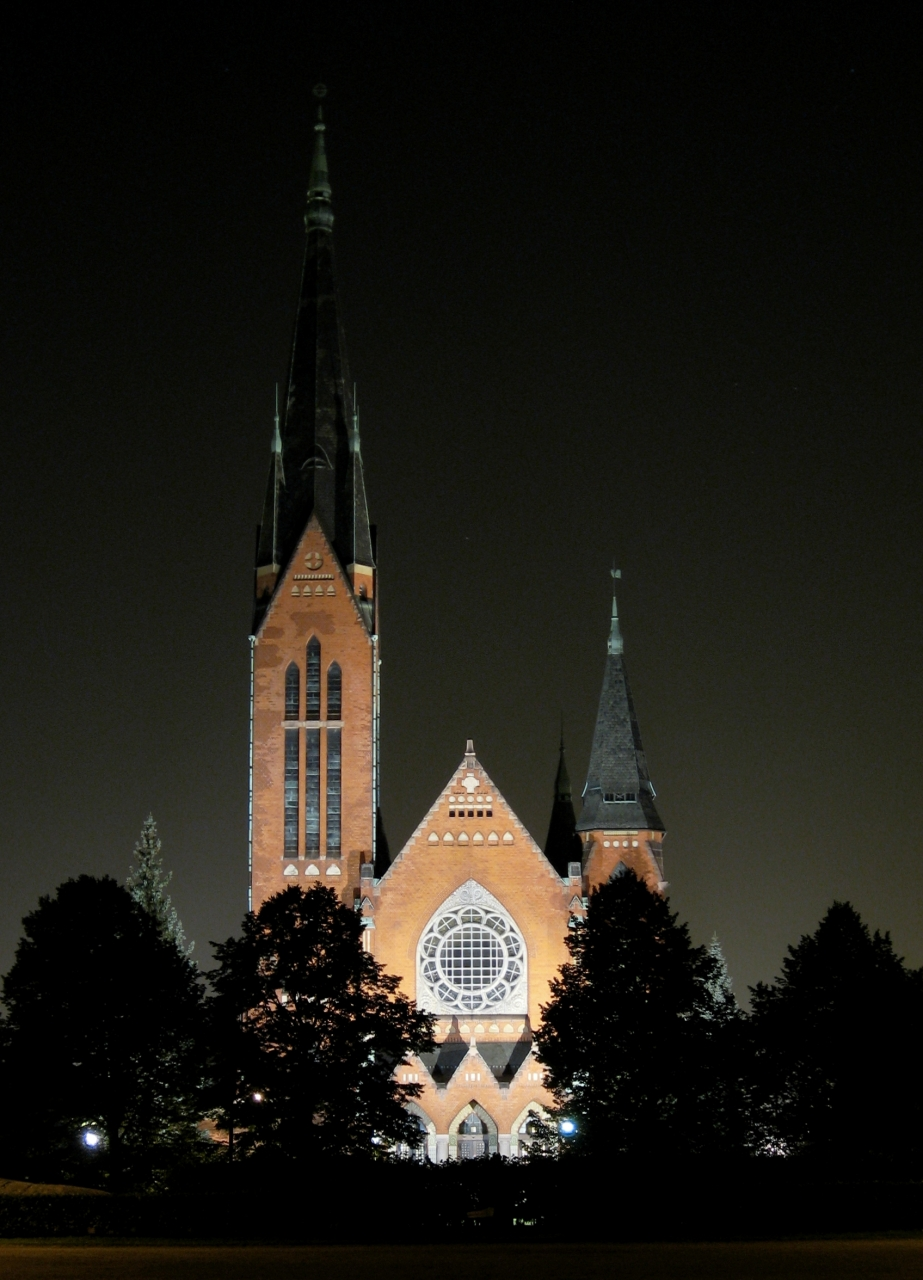
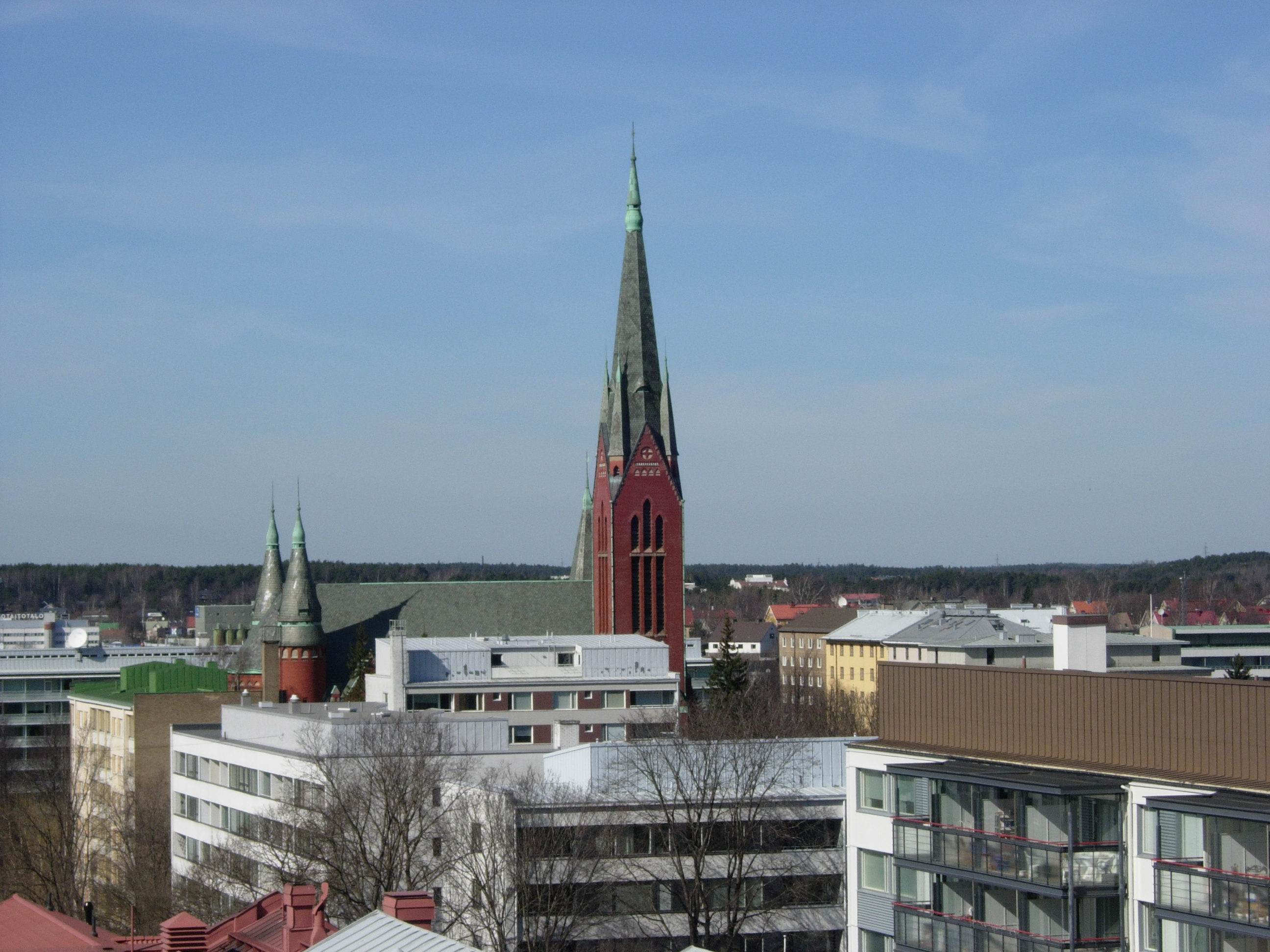